# Broken Bow, Nebraska
Broken Bow är administrativ huvudort i Custer County i Nebraska. Orten har fått sitt namn efter en bruten båge som hittades i trakten. Enligt 2020 års folkräkning hade Broken Bow 3 506 invånare.

## Kända personer från Broken Bow
- Earl Cooper, racerförare